# Понаровская, Ирина Витальевна
Ири́на Вита́льевна Понаро́вская (род. 12 марта 1953, Ленинград) — советская и российская джазовая и эстрадная певица, киноактриса, телеведущая. Заслуженная артистка Российской Федерации (2019).

## Биография

### Ранние годы
Родилась 12 марта 1953 года в Ленинграде (Санкт-Петербурге) в семье музыкантов. Окончила среднюю специальную музыкальную школу при консерватории, где обучалась игре на арфе и фортепиано. С 15 лет занималась вокалом у педагога Л. Б. Архангельской. В 1971 году поступила в ЛГК имени Н. А. Римского-Корсакова.

### Карьера
В 1971—1976 годах была солисткой ВИА «Поющие гитары», где исполняла песни: «Неприметная красота», «Вода бывает горькая», «Романс». В балладе «Саласпилс» у неё была вокальная импровизация.
Позже была солисткой в «Коробейниках», где играл клавишник Александр Зайцев, позже работавший в «Машине времени».
В 1975 году исполнила роль Эвридики в первой советской рок-опере «Орфей и Эвридика». Была приглашена на фестиваль в Дрезден (ГДР), где исполнила две песни: «Люблю» композитора Якова Дубравина и на немецком языке — «Nimm den Zug, der Sehnsucht heißt» («Садись в поезд своей мечты»). Вызвала овацию и получила первую премию.
В 1976 году — гран-при Международного фестиваля песни «Сопот—76» (Польша) за исполнение песни «Мольба». Девять раз её вызывали на заключительном концерте и заставили петь «на бис», что было нарушением фестивальных традиций.
Вторую конкурсную песню — «Была птицей» — исполняла на польском языке. Триумф Понаровской в Сопоте — свидетельство того, что за рубежом её приняли раньше и достойнее, чем это случилось на родине. Польша носила её на руках, как прежде — Восточная Германия. И там, и там её фото красовались на журнальных обложках. Один из этих снимков позже открыл ей дорогу в кино. В Сопоте её возили на персональном «Мерседесе» с номером, где красовалось: «Ирина Понаровская». На улицах брали автографы. После победы её гостиничный номер уставили корзинами цветов. Она устроила в ресторане приём для советской делегации, так как общего банкета лауреатов не было. И, сидя за столом спиной к залу, как она предпочитает, Ирина принимала поздравления соотечественников. В 1970-е её титуловали так: «Фрау Фестиваль» в Дрездене и «Мисс Объектив» в Сопоте — «за красоту, обаяние и фотогеничность».
В 1976 году переехала в Москву, где два года была солисткой джаз-оркестра Олега Лундстрема. Выступала в сборном концерте в столичном зале «Россия» как лауреат Сопота. Лундстрем, услышав её, послал своего директора на переговоры, так как оркестр нуждался в солистке.
Начиная с 1976 года неоднократно снималась в кино: в фильме—концерте «Ирина Понаровская. Поет солистка ВИА «Поющие гитары», художественном фильме «Меня это не касается», музыкальном фильме—сказке «Орех Кракатук» и в криминальной картине «Ограбление в полночь».
В 1978 году сдала выпускные экзамены в консерватории и получила диплом пианистки. На выпускных экзаменах она исполняла первый концерт С. В. Рахманинова для фортепиано с оркестром, 32 вариации Бетховена, пьесы Дебюсси, Д. Д. Шостаковича и Р. К. Щедрина.
В 1980-x и в начале 1990-х годов активно снималась в кино и на телевидении в разных музыкальных передачах, в частности «Песня года», «Утренняя почта», «Очевидное — невероятное», «Голубой огонёк», «Вокруг смеха», «Театральные встречи», «Адреса молодых», «Хит-парад Останкино» и каждый год в концерте ко Дню милиции. Вела детскую телепередачу «Будильник», участвовала в юмористических проектах Игоря Угольникова «Оба-на!» и «Угол-шоу». Радио передавало её голос в программах «С добрым утром», «В рабочий полдень», «До-ре-ми-фа-соль», где тогда исполняли реальные заявки слушателей.
В 1982 году участвовала в создании музыкальной комедии «Трест, который лопнул», но «Песня Сары Бернар» в её исполнении при окончательном монтаже в фильм не вошла.
В 1986 году песня «Знаю — любил» (Автор слов — Джуна) в репертуаре Понаровской попала в хит-парад, заведённый тогда впервые в СССР. На телевидении в программе «Утренняя почта» даже сняли нечто похожее на видеоклип. Песня «Знаю — любил» стала лауреатом фестиваля «Песня года — 1986».

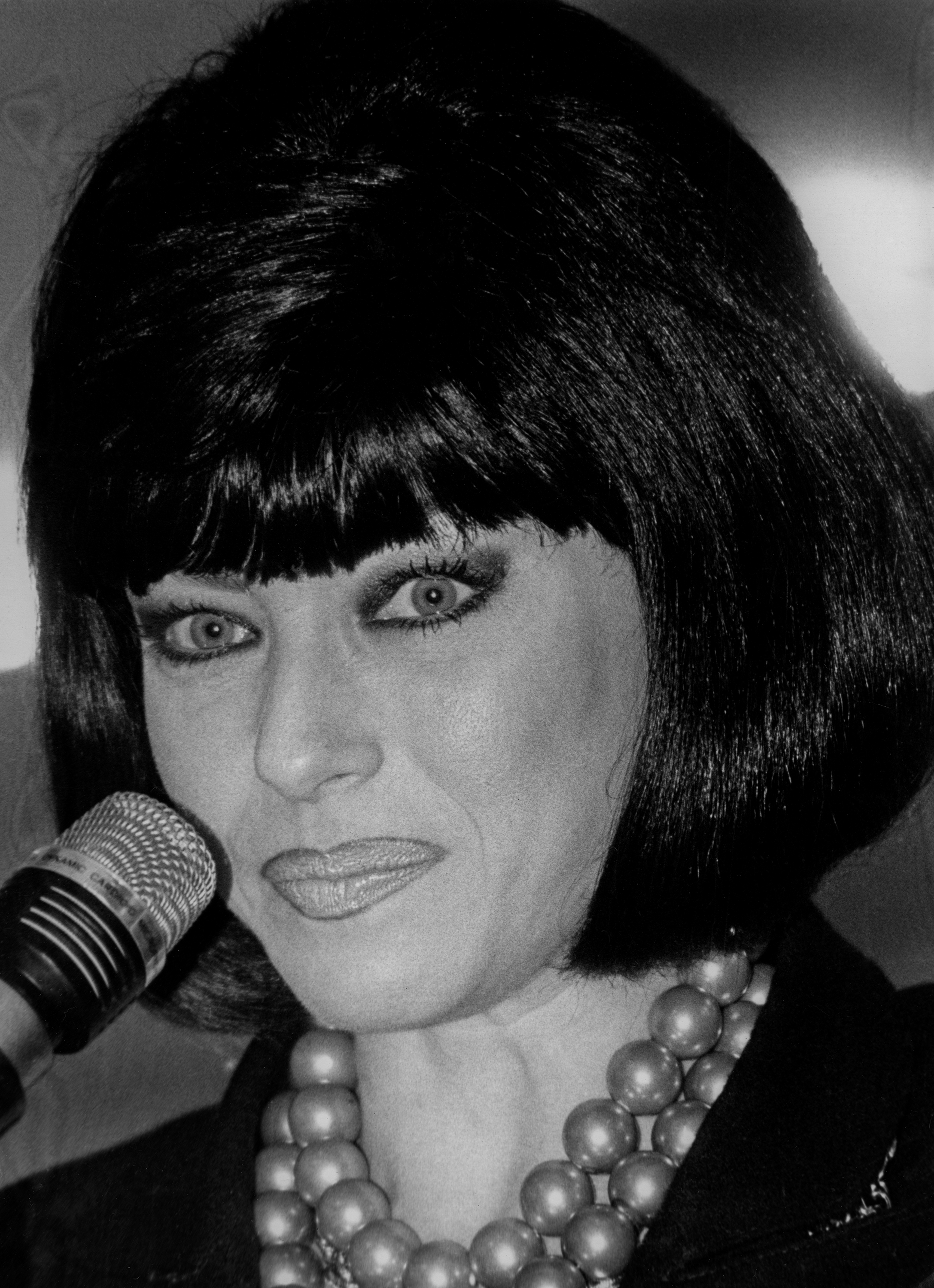
Понаровская в 1992 году

В 1988 году в столичном ГЦКЗ «Россия» состоялись её первые в Москве сольные концерты под названием «Всё сначала».
Летом 1989 года была членом жюри на Всесоюзном конкурсе молодых исполнителей советской эстрадной песни в Юрмале, где с помощью Раймонда Паулса, председателя жюри, смотревшего конкурс по телевидению, добилась присуждения гран-при Сосо Павлиашвили, несмотря на разногласия с другими коллегами.
7—8 января 1990 года состоялась первая в СССР благотворительная программа «Телемарафон Детского фонда». Понаровская внесла на счёт Детского фонда 10 000 рублей.
В 1990 году представителями Дома моды «Шанель» Понаровской был присвоен титул «Мисс Шанель Советского Союза», а в 1998 году итальянский бренд, чью одежду носили любимые актрисы Понаровской Марлен Дитрих и Роми Шнайдер, предложила ей стать «лицом» компании.
В ноябре 1992 года участвовала в шоу «Борис Моисеев и его леди», произведя фурор париком из тёмно-вишнёвых длинных волос, который идеально подошёл к песне «Мне плевать». А в финале программы «Леди Неожиданность», как назвал её Борис Моисеев, появилась на сцене в огромной чёрной шляпе. Это была первая серия шляпного цикла Зверева — Понаровской.
В 1993 году выпустила свой первый крупный диск «Так проходит жизнь моя», а в феврале 1993 года снялась в первом своём видеоклипе к песне «Так проходит жизнь моя». В начале 1990-х выступала в дуэте с Богданом Титомиром. В середине 1990-х вела телевизионную передачу «Фитнес-класс Ирины Понаровской», для которой разработала собственную гимнастику и методику правильного питания.
В декабре 1993 года на очередном шоу Бориса Моисеева в концертном зале «Россия» исполнила новую песню композитора Виктора Чайки «Романс одиноких». Эта песня продолжила ряд сильных женских монологов в её репетуаре: «Мольба», «Заклятье», «Реквием», «Романс одиноких».
В 1997 году представила в столичном ГЦКЗ «Россия» сольную программу «Женщина всегда права». В том же году вышел и второй крупный диск певицы с одноимённым названием. В день последнего концерта 16 апреля на Площади звёзд эстрады у центрального входа в концертный зал состоялась церемония заложения звёздной плиты имени Ирины Понаровской. Так национальная музыкальная премия «Овация» отметила 25-летний юбилей её эстрадной службы. В том же году вышел компакт-диск «Женщина всегда права». В 1998 году — председатель жюри конкурса, ведущая и почётный гость фестиваля «Славянский базар».
В мае 1999 года вместе с Сосо Павлиашвили провела вечер памяти певца и композитора Шандора. Позже записала его песню «Расскажи мне о любви», а также дуэт с Сосо «Ты и я» для проекта «Звёзды поют песни Шандора». В том же 1999 году открыла свой PR-клуб, на базе которого родилась идея создания собственной коллекции одежды.
В 2000-x годах неудачно пыталась пробовать себя в бизнесе. В 2000 году создала бренд «I-ra», а спустя два года открыла имидж-агентство «Пространство стиля». В Нью-Йорке открылся Дом моды Ирины Понаровской, с которым подписал контракт один из бродвейских театров.
В 2003 году познакомилась и начала сотрудничать с композитором Юрием Эриконой, а в конце года приняла участие в его творческом вечере, где исполнила две песни «Капли» и «Спасибо за любовь». На его песню «Спасибо за любовь» Фёдор Бондарчук снял видеоклип в марте 2004 года. Так же сейчас называется новая концертная программа певицы, с которой она успешно гастролирует. Чуть позже Понаровская приняла участие в реалити-шоу «Ты — супермодель» в качестве эксперта. Выступила хэдлайнером на концертах «Звёзды фестиваля „Новая волна“» в Америке.
Выступление на «Легендах Ретро FM» в 2008 году стало первым её концертом за предыдущие десять лет.
31 марта 2009 года была гостем ток-шоу «Пусть говорят» на Первом канале, посвящённого дню рождения Лаймы Вайкуле.
13 ноября 2010 года состоялся концерт Ирины Понаровской в развлекательном центре «Гигант-холл» на Кондратьевском проспекте в Санкт-Петербурге.
7 октября 2011 года телеканал «НТВ» представил бенефис Ирины Понаровской.
10 мая 2014 года прошёл концерт в шоу-холле «Атмосфера» на Лесном проспекте в Санкт-Петербурге.
В ноябре 2018 года дала большое интервью Андрею Малахову на шоу «Прямой эфир». В декабре того же года в эфир вышла программа «Привет, Андрей!», главной героиней которой стала Ирина. Стало известно, что певица планирует возвращение на большую сцену.
В 2019 году получила звание заслуженной артистки РФ.
В феврале 2020 года в эфир вышли 2 программы «Сегодня вечером», главной героиней которой стала Ирина.
В 2022 году принимала участие в третьем сезоне музыкально-развлекательного шоу «Маска» на телеканале НТВ в образе Пончика. Продержалась до девятого выпуска.
В мае 2022 года дала большой сольный концерт в Крокус Сити Холл в Москве.
11 марта 2023 года в телеэфир вышла программа «Сегодня вечером», посвященная 70 летию певицы. 12 марта 2023 года, в свой день рождения, выступила с сольным концертом в большом концертном зале «Октябрьский» в Санкт-Петербурге.
В марте 2023 года приняла участие в первой программе телеканала Россия 1 «Моя Мелодия» (эфир состоялся 17 марта 2023).

## Семья и личная жизнь
- Отец — Виталий Борисович Понаровский (28 июня 1927 — 28 ноября 1996), родился в Лубнах[12], к началу Великой Отечественной войны жил в Киеве, откуда со своей матерью — пианисткой Татьяной Марковной Понаровской (1908—?) был эвакуирован в Чебоксары[13][14]; был дирижёром и художественным руководителем джаз-оркестра, а также играл на контрабасе в ансамбле Ореста Кандата, заслуженный артист РСФСР (1991); похоронен в Санкт-Петербурге на Смоленском кладбище. Дед — Борис Исаакович Понаровский (5 апреля 1903 — 3 декабря 1986), был во время войны отдельно эвакуирован в Ташкент[12][15].
- Мать — Нина Николаевна Арнольди (7 февраля 1927 — 13 апреля 2016[12]), пережила блокаду Ленинграда, работала концертмейстером в музыкальной школе при Ленинградской консерватории, награждена дипломами Международных конкурсов классической музыки «За лучший аккомпанемент».
- Брат — Александр Витальевич Понаровский (род. 30 июля 1947[12]), пианист[16], с 1990 года преподаватель в музыкальном колледже в США.
- Единокровная сестра (от второго брака отца) — Надежда Витальевна Понаровская (род. 15 июля 1975[12]), одна из солисток проекта «Поющие радиоведущие», работает музыкальным редактором на радио «Вертикаль» в Санкт-Петербурге.

Первый муж — Григорий Давидович Клеймиц (1945—1998), музыкальный руководитель ВИА «Поющие гитары». Прожили в браке полтора года.

Певица вспоминала:
«Гриша был замечательным. Я впустила его в свою жизнь, в свое сердце. Давайте сразу условимся, что я из всей своей жизни в сегодняшний период принесла только хорошее. Что бы ни случалось у меня с моими мужчинами, я вычеркнула это из памяти. Я горда, что меня так любили»
Фактический муж (сожительство без регистрации брака) — Леонид Александрович Квинихидзе (1937—2018), кинорежиссёр и сценарист. Прожили совместно три года.
Второй муж (с 1980 по 1987) — Вейланд Родд — младший (Wayland Rudd Jr.) (род. 11 декабря 1946), джазовый певец и музыкант, сын актёра Вейланда Родда (старшего). Прожили в браке семь лет. Проживает в США.
- Сын — Энтони Вейландович Родд (17 октября 1984 — 20 сентября 2024)[20], художник[21], дизайнер ювелирных изделий. Образование получил в Норвегии. Скоропостижно скончался от острой сердечной недостаточности в ванной, принимая контрастный душ[22]. Прощание и отпевание состоялись 24 сентября 2024 года в храме иконы Божьей Матери Знамение в Переяславской слободе. Похоронен в Москве.
- Невестка — Анна Чайникова, художник, дизайнер.
  - Внук — Эрик (род. 2014);
  - Внучка — Шарлотта (род. 2018).
- Приёмная дочь (с тёмным цветом кожи) взята из детского дома после рождения сына, через некоторое время, по совместному с мужем решению, возвращена в детский дом[источник не указан 439 дней].

Третий муж (с 1986 по 1997 год) — Дмитрий Юрьевич Пушкарь (род. 19 июля 1963), уролог и хирург, доктор медицинских наук, профессор. Главный уролог Минздрава России, главный внештатный специалист–уролог Департамента здравоохранения Москвы.
В начале 1990-х годов состояла в отношениях с грузинским и российским певцом и актёром Сосо Павлиашвили.
В 1979 и 1993 годах дважды перенесла клиническую смерть из-за болезни почек.
По состоянию на начало 2025 года проживает в Санкт-Петербурге и доме—студии в Репино. Имеет доставшуюся по наследству недвижимость в Усть-Нарве в Эстонии.

## Творчество

### Фильмография

#### Роли в кино
- 1976 — Меня это не касается — Регина Михайловна Корабельникова
- 1977 — Орех Кракатук (по сказке Гофмана «Щелкунчик») — Фея времени
- 1978 — Городская фантазия
- 1978 — Ограбление в полночь — «Цыца», девица лёгкого поведения
- 1982 — Трест, который лопнул — псевдо-Сара Бернар
- 1985 — Золотая рыбка (телеспектакль) — администратор гостиницы «Золотая рыбка»
- 1985 — Голубые города (фильм-концерт, на музыку А. Петрова)
- 1992 — Он своё получит — Глория

#### Озвучивание
- 1974 — Свадьба Кречинского — песни за Лидочку, в том числе романс «Женская доля такая» («Я только вас люблю»)
- 1976 — Синяя птица — исполнение песен
- 1981 — Не бойся, я с тобой — исполнение песен
- 1981 — Пора красных яблок — исполнение песен
- 1984 — Каникулы Петрова и Васечкина, обыкновенные и невероятные — Инна Андреевна (вокал)
- 1987 — Питер Пэн — взрослая Венди Дарлинг (вокал)

### Дискография
| - 1976 — «Поёт Ирина Понаровская» 1. Кто виноват 2. Ох ты, неверный 3. Пусть это сбудется 4. Люблю - 1976 — «Ирина Понаровская» 1. Материнская любовь (из к/ф «Синяя птица») 2. Первые радости 3. Торопись 4. Мольба - 1977 — «Кругозор» № 1 за 1977 1. Мольба - 1977 — «Кругозор» № 12 за 1977 1. Песня о синей птице 2. Пришла пора любви - 1977 — «Ирина Понаровская» 1. Город радости 2. Пусть это сбудется 3. Ты хочешь со мною расстаться 4. Голубая речка - 1980 — «Песни А. Мажукова» (исп. Ирина Понаровская) 1. Музыка любви 2. Однажды - 1980 — «Орфей и Эвридика», зонг-опера в двух частях (в роли Эвридики) - 1987 — «Ласточки» 1. Ласточки 2. Кроссворд - 1987 — «Маскарад природы» 1. Маскарад природы 2. Дон Жуан - 1993 — «Так проходит жизнь моя» 1. Так проходит жизнь моя 2. Ты мой бог 3. Ты всегда со мной 4. Не шути 5. Всем живым 6. Я не окликну по имени (дуэт с Сосо Павлиашвили) 7. Мне плевать 8. Ночное кабаре 9. Реквием - 1997 — «Женщина всегда права» 1. Мои друзья 2. Женщина всегда права 3. Я знаю 4. Писем не надо 5. Прав был ты 6. Гитара 7. Романс 8. Дай мне 9. Единственный мой 10. Признание 11. Спасибо тебе за цветы 12. Леди звезда (дуэт с Юлией Началовой) | - 2003 — «Орфей и Эвридика» 1. Первый дуэт Орфея и Эвридики (дуэт с А. Асадулиным) 2. Сцена прощания (дуэт с А. Асадулиным) 3. Напутствие Эвридики (дуэт с А. Асадулиным) 4. Первое возвращение Орфея (дуэт с А. Асадулиным) 5. Песня Эвридики 6. Дуэт Эвридики и Харона (дуэт с Б. Вивчаровским) 7. В ожидании Орфея 8. Сцена второго возвращения Орфея (дуэт с А. Асадулиным) 9. Финал (дуэт с А. Асадулиным и Б. Вивчаровским) - 2008 — «Поёт Ирина Понаровская» 1. Материнская любовь, из к\ф «Синяя птица» (А. Петров, орк. В. Габая — Т. Калинина) 2. Ты хочешь со мною расстаться (А. Норозов — М. Рябинин) 3. Голубая речка (Э. Кузинер — С. Льясов) 4. Музыка любви (А. Мажуков — А. Поперечный) 5. Однажды (А. Мажуков — И. Резник) 6. Пришла пора любви (Л. Гарин — Н. Олев) 7. Ты для меня (Г. Фиртич — И. Резник) 8. Колыбельная (Т. Хренников — А. Гладков) 9. Прощанье (Т. Хренников — Ф. Кравченко) 10. Московские окна (Т. Хренников — М. Матусовский) 11. Ожидание (В. Успенский — Б. Гершт) 12. Песня о сказке (П. Бюль Бюль-оглы — А. Дидуров) 13. Дуэт (П. Бюль Бюль-оглы — А. Дидуров) 14. Ласточки (Т. Островская — А. Римициан) 15. Кроссворд (Т. Островская — А. Римициан) 16. Маскарад природы (Т. Островская — Д. Усманов) 17. Дон Жуан (Т. Островская — Л. Воропаева) 18. Незажжённая свеча (О. Кваша — В. Панфилов) 19. Я больше не хочу (О. Кваша — В. Панфилов), (дуэт с В. Роддом) 20. Финальная песня (И. Ефремов — Л. Дербенёв) - 2020 — «The Best» 1. Ты всегда со мной 2. Рябиновые бусы 3. Я знаю 4. Женщина всегда права 5. Писем не надо 6. Мне плевать 7. Единственный мой 8. Гитара 9. Блюз любви 10. Самба под луной 11. Я скучаю 12. Король дивных снов 13. Я не хочу грустить 14. Ты мой бог 15. Так проходит жизнь моя 16. Спасибо за любовь 17. Пусть говорят 18. Не завидуй мне 19. Спасибо тебе за цветы 20. Мои друзья 21. Знаю, любил (Remix) - 2021 — «Всё лучшее для вас» 1. Наедине с тобою 2. Я такая разная 3. Я вольная птица 4. У женщины доверчива любовь 5. Делим пополам 6. Прав был ты 7. Признание 8. Реквием 9. Не говори мне нет 10. Капли 11. Дай мне 12. Расскажи мне о любви 13. Папа 14. Не прощу 15. Лови момент 16. Я жизнь привыкла любовью мерить 17. Чужая женщина 18. Стану музыкой 19. Леди звезда (дуэт с Юлией Началовой) - 2021 — «Я до слёз люблю тебя» 1. Песня «Я до слёз люблю тебя» (музыка и слова Максим Фадеев) |

### Участие в новогодних Песня года и Хит-парад Останкино
| Год  | Финал                  |
| ---- | ---------------------- |
| 1981 | Я — любовь             |
| 1985 | Мир без чудес          |
| 1986 | Знаю, любил            |
| 1988 | Я больше не хочу       |
| 1989 | Рябиновые бусы         |
| 1990 | Реквием                |
| 1991 | Ты мой бог             |
| 1992 | Так проходит жизнь моя |
| 1993 | Единственный мой       |
| 1995 | Гитара                 |
| 1996 | Женщина всегда права   |
| 1997 | Блюз любви             |

## Признание и награды
- 1975 — первая премия Международного конкурса эстрадной песни «Дрезден-1975» (ГДР);
- 1976 — Гран-при Международного фестиваля «Сопот-1976» (Польша);
- 1990 — титул «Мисс Шанель Советского Союза»[26];
- 1997 — именная плита на Площади звёзд эстрады в Москве;
- 2019 — почётное звание «Заслуженный артист Российской Федерации».